# Jobaháza
Jobaháza is een plaats (község) en gemeente in het Hongaarse comitaat Győr-Moson-Sopron. Jobaháza telt 566 inwoners (2001).